# 全国人民代表大会宪法和法律委员会
全国人民代表大会宪法和法律委员会（简称全国人大宪法和法律委员会，又简称全国人大宪法法律委），是中华人民共和国最高国家权力机关全国人民代表大会设立的专门委员会之一。

## 沿革
根据《中华人民共和国宪法》第七十条和《中华人民共和国全国人民代表大会组织法》第三十五条关于全国人民代表大会设立专门委员会的规定，1983年6月7日第六届全国人民代表大会第一次会议表决设立全国人民代表大会法律委员会。
2016年12月12日第十二届全国人民代表大会常务委员会第八十四次委员长会议原则通过，2017年4月11日第十二届全国人民代表大会常务委员会第九十三次委员长会议修改的《全国人大常委会2017年工作要点》中称，已设立全国人大各专门委员会分党组，以便“加强专门委员会党的工作和党的建设”。
2018年3月9日，全国人大代表分组审议宪法修正案草案修改稿。根据3月8日十三届全国人大一次会议主席团第二次会议通过的《第十三届全国人民代表大会第一次会议主席团关于〈中华人民共和国宪法修正案（草案）〉审议情况的报告》（以下简称“报告”），中共十九届三中全会审议通过的《深化党和国家机构改革方案》提出，将“全国人大法律委员会”更名为“全国人大宪法和法律委员会”。审议过程中，先后有2952名全国人大代表提出意见赞成设宪法和法律委员会，普遍建议在修正案草案中增加将宪法第七十条第一款中的“法律委员会”改为“宪法和法律委员会”。大会秘书处赞同上述补充修改内容，建议在宪法修正案草案第四十四条中增加一款，作为第二款：“宪法第七十条第一款中‘全国人民代表大会设立民族委员会、法律委员会、财政经济委员会、教育科学文化卫生委员会、外事委员会、华侨委员会和其他需要设立的专门委员会。’修改为： ‘全国人民代表大会设立民族委员会、宪法和法律委员会、财政经济委员会、教育科学文化卫生委员会、外事委员会、华侨委员会和其他需要设立的专门委员会。’”3月11日，第十三届全国人大第一次会议第三次全体会议通过了《中华人民共和国宪法修正案》，由此全国人民代表大会法律委员会正式改为全国人民代表大会宪法和法律委员会。

## 组织结构
《中华人民共和国全国人民代表大会组织法》第三十四条规定，“各专门委员会由主任委员、副主任委员若干人和委员若干人组成。”“各专门委员会的主任委员、副主任委员和委员的人选由主席团在代表中提名，全国人民代表大会会议表决通过。在大会闭会期间，全国人民代表大会常务委员会可以任免专门委员会的副主任委员和委员，由委员长会议提名，常务委员会会议表决通过。”

## 法律规定
《中华人民共和国全国人民代表大会组织法》第三十九条规定：“宪法和法律委员会承担推动宪法实施、开展宪法解释、推进合宪性审查、加强宪法监督、配合宪法宣传等工作职责。”
《中华人民共和国立法法》对全国人大宪法和法律委员会的职责有一系列规定：
- 第二十三条：“列入全国人民代表大会会议议程的法律案，由宪法和法律委员会根据各代表团和有关的专门委员会的审议意见，对法律案进行统一审议，向主席团提出审议结果报告和法律草案修改稿，对涉及的合宪性问题以及重要的不同意见应当在审议结果报告中予以说明，经主席团会议审议通过后，印发会议。”
- 第二十七条：“法律草案修改稿经各代表团审议，由宪法和法律委员会根据各代表团的审议意见进行修改，提出法律草案表决稿，由主席团提请大会全体会议表决，由全体代表的过半数通过。”
- 第三十二条：“列入常务委员会会议议程的法律案，一般应当经三次常务委员会会议审议后再交付表决。”“常务委员会会议第一次审议法律案，在全体会议上听取提案人的说明，由分组会议进行初步审议。”“常务委员会会议第二次审议法律案，在全体会议上听取宪法和法律委员会关于法律草案修改情况和主要问题的汇报，由分组会议进一步审议。”“常务委员会会议第三次审议法律案，在全体会议上听取宪法和法律委员会关于法律草案审议结果的报告，由分组会议对法律草案修改稿进行审议。常务委员会审议法律案时，根据需要，可以召开联组会议或者全体会议，对法律草案中的主要问题进行讨论。”
- 第三十六条：“列入常务委员会会议议程的法律案，由宪法和法律委员会根据常务委员会组成人员、有关的专门委员会的审议意见和各方面提出的意见，对法律案进行统一审议，提出修改情况的汇报或者审议结果报告和法律草案修改稿，对涉及的合宪性问题以及重要的不同意见应当在修改情况的汇报或者审议结果报告中予以说明。对有关的专门委员会的审议意见没有采纳的，应当向有关的专门委员会反馈。”“宪法和法律委员会审议法律案时，应当邀请有关的专门委员会的成员列席会议，发表意见。”
- 第三十九条：“列入常务委员会会议议程的法律案，宪法和法律委员会、有关的专门委员会和常务委员会工作机构应当听取各方面的意见。听取意见可以采取座谈会、论证会、听证会等多种形式。”“法律案有关问题专业性较强，需要进行可行性评价的，应当召开论证会，听取有关专家、部门和全国人民代表大会代表等方面的意见。论证情况应当向常务委员会报告。”“法律案有关问题存在重大意见分歧或者涉及利益关系重大调整，需要进行听证的，应当召开听证会，听取有关基层和群体代表、部门、人民团体、专家、全国人民代表大会代表和社会有关方面的意见。听证情况应当向常务委员会报告。”“常务委员会工作机构应当将法律草案发送相关领域的全国人民代表大会代表、地方人民代表大会常务委员会以及有关部门、组织和专家征求意见。”
- 第四十一条：“列入常务委员会会议议程的法律案，常务委员会工作机构应当收集整理分组审议的意见和各方面提出的意见以及其他有关资料，分送宪法和法律委员会、有关的专门委员会，并根据需要，印发常务委员会会议。”
- 第四十二条：“拟提请常务委员会会议审议通过的法律案，在宪法和法律委员会提出审议结果报告前，常务委员会工作机构可以对法律草案中主要制度规范的可行性、法律出台时机、法律实施的社会效果和可能出现的问题等进行评估。评估情况由宪法和法律委员会在审议结果报告中予以说明。”
- 第四十四条：“法律草案修改稿经常务委员会会议审议，由宪法和法律委员会根据常务委员会组成人员的审议意见进行修改，提出法律草案表决稿，由委员长会议提请常务委员会全体会议表决，由常务委员会全体组成人员的过半数通过。”“法律草案表决稿交付常务委员会会议表决前，委员长会议根据常务委员会会议审议的情况，可以决定将个别意见分歧较大的重要条款提请常务委员会会议单独表决。”“单独表决的条款经常务委员会会议表决后，委员长会议根据单独表决的情况，可以决定将法律草案表决稿交付表决，也可以决定暂不付表决，交宪法和法律委员会、有关的专门委员会进一步审议。”
- 第五十一条：“法律解释草案经常务委员会会议审议，由宪法和法律委员会根据常务委员会组成人员的审议意见进行审议、修改，提出法律解释草案表决稿。”
- 第六十四条：“法律草案与其他法律相关规定不一致的，提案人应当予以说明并提出处理意见，必要时应当同时提出修改或者废止其他法律相关规定的议案。宪法和法律委员会、有关的专门委员会审议法律案时，认为需要修改或者废止其他法律相关规定的，应当提出处理意见。”
- 第一百一十二条：“全国人民代表大会专门委员会、常务委员会工作机构在审查中认为行政法规、地方性法规、自治条例和单行条例同宪法或者法律相抵触，或者存在合宪性、合法性问题的，可以向制定机关提出书面审查意见；也可以由宪法和法律委员会与有关的专门委员会、常务委员会工作机构召开联合审查会议，要求制定机关到会说明情况，再向制定机关提出书面审查意见。制定机关应当在两个月内研究提出是否修改或者废止的意见，并向全国人民代表大会宪法和法律委员会、有关的专门委员会或者常务委员会工作机构反馈。”“全国人民代表大会宪法和法律委员会、有关的专门委员会、常务委员会工作机构根据前款规定，向制定机关提出审查意见，制定机关按照所提意见对行政法规、地方性法规、自治条例和单行条例进行修改或者废止的，审查终止。”“全国人民代表大会宪法和法律委员会、有关的专门委员会、常务委员会工作机构经审查认为行政法规、地方性法规、自治条例和单行条例同宪法或者法律相抵触，或者存在合宪性、合法性问题需要修改或者废止，而制定机关不予修改或者废止的，应当向委员长会议提出予以撤销的议案、建议，由委员长会议决定提请常务委员会会议审议决定。”

## 工作职责
全国人大宪法和法律委员会根据规定承担如下职责：
1. 承担推动宪法实施、开展宪法解释、推进合宪性审查、加强宪法监督、配合宪法宣传等工作职责；
2. 统一审议列入全国人民代表大会、全国人民代表大会常务委员会会议议程的法律案；
3. 审议全国人民代表大会主席团或者委员长会议交付审议的法律案，提出是否列入会议议程的意见；
4. 向全国人民代表大会常务委员会提出代表议案审议结果的报告；
5. 对属于全国人民代表大会或者全国人民代表大会常务委员会职权范围内同本委员会有关的问题，进行调查研究，提出建议；
6. 审议全国人民代表大会常务委员会交付的被认为同宪法、法律相抵触的法规、司法解释等规范性文件，提出意见；
7. 按照全国人民代表大会常务委员会的安排，科学制定年度外事工作计划，统筹做好出国访问、接待来访、视频交流等外事工作；
8. 法律规定的其他职责和全国人民代表大会及其常务委员会交办的其他工作。

## 历届组成人员
- 第六届全国人民代表大会法律委员会（主任委员：彭冲）
- 第七届全国人民代表大会法律委员会（主任委员：王汉斌）
- 第八届全国人民代表大会法律委员会（主任委员：薛驹）
- 第九届全国人民代表大会法律委员会（主任委员：王维澄）
- 第十届全国人民代表大会法律委员会（主任委员：杨景宇）
- 第十一届全国人民代表大会法律委员会（主任委员：胡康生）
- 第十二届全国人民代表大会法律委员会（主任委员：乔晓阳）
- 第十三届全国人民代表大会宪法和法律委员会（主任委员：李飞）[1]
- 第十四届全国人民代表大会宪法和法律委员会（主任委员：信春鹰）